# Deutsche Dienstpost Niederlande

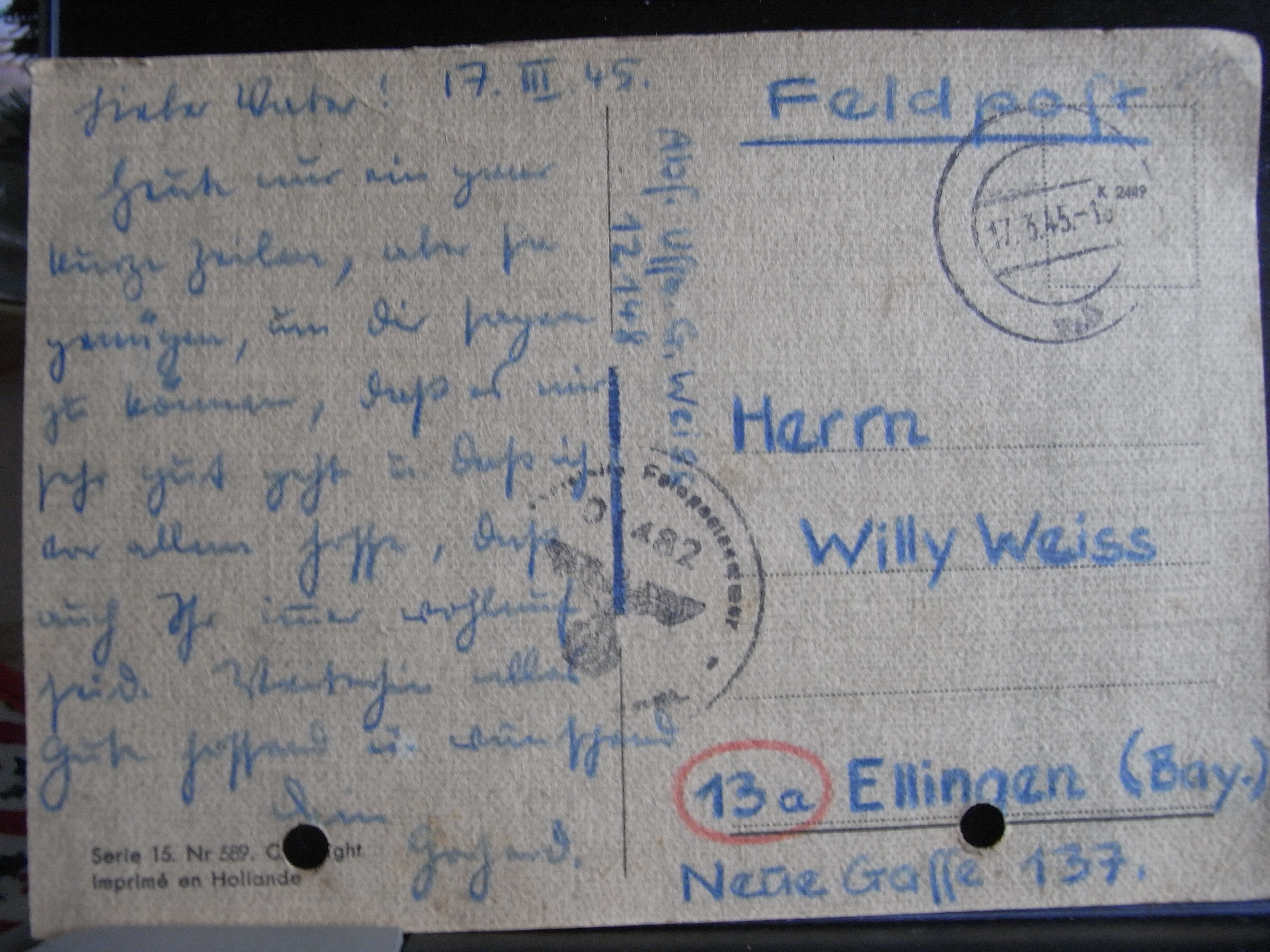
Feldpostnummer 01482 für die deutschen Truppen in den Niederlanden.

Die Deutsche Dienstpost Niederlande war im  Zweiten Weltkrieg eine Einrichtung der Militärverwaltung in den besetzten Niederlanden.

## Geschichte
Als die Wehrmacht im Westfeldzug die Niederlande besetzt hatte, wurde 1940 die Deutsche Dienstpost Niederlande eingerichtet. Unabhängig von den niederländischen Posteinrichtungen hatte sie die Behördensendungen, die Sendungen des deutschen Personals und die gesamte Feldpost zu befördern. Ihr Leiter war Werner Linnemeyer. 